# Enchanted (пісня)
«Enchanted» (з англійської «Зачарована») — пісня з третього студійного альбому американської кантрі-співачки Тейлор Свіфт — «Speak Now». Створена спільно Тейлор Свіфт та Нейтаном Чапманом, цей трек описує почуття закоханості, що виникли після першого побачення, і переживання щодо того, чи будуть вони взаємними.
Після випуску Speak Now у 2010 році «Enchanted» потрапив до Canadian Hot 100 (номер 95) і US Billboard Hot 100 (номер 75). Він отримав золотий сертифікат Американської асоціації компаній звукозапису (RIAA). Свіфт включила пісню до сет-листів двох своїх світових турів, Speak Now World Tour (2011—2012) і 1989 World Tour (2015), і виконувала її на певних датах своїх інших концертів.
Після того, як у жовтні-листопаді 2021 року в додатку для обміну відео TikTok став вірусним, «Enchanted» досяг нового піку в Canadian Hot 100 (47). Він також потрапив у чарти Австралії (50) і Сінгапуру (14), а в грудні 2021 року отримав золотий сертифікат Австралійської асоціації звукозаписної індустрії (ARIA).

## Історія випускання
Тейлор Свіфт випустила свій третій студійний альбом, Speak Now, 25 жовтня 2010 року. Усі 14 треків альбому вона написала сама. Свіфт написала «Зачарований» про чоловіка, в якого вона була закохана після особистої зустрічі з ним у Нью-Йорку і про те, як вона сподівалася продовжити стосунки. Вона навмисно використала слово «wonderstruck» у тексті, оскільки суб'єкт використав його в одному зі своїх електронних листів до Свіфт після їхньої зустрічі У буклеті альбому Свіфт містить приховане повідомлення для пісні як «A-D-A-M». «Enchanted» спочатку була титульною піснею для Speak Now, але Свіфт змінила назву альбому після консультації з президентом Big Machine Records Скоттом Борчеттою, який вважав Enchanted непридатним для дорослої перспективи альбому.
Після випуску альбому ЗМІ припустили, що автором пісень є співак Адам Янг, засновник музичного проєкту Owl City . 13 лютого 2011 року Янг відповів на вебсайті Owl City, що він теж був закоханий у Свіфт після їхньої першої зустрічі Він завантажив свою кавер-версію пісні «Enchanted», у якій він змінив деякі слова, щоб звернутись безпосередньо до Свіфт. Він співає: «Я ніколи не був закоханий у когось іншого / Мене ніколи не чекав хтось / Тому що ти здійснив усі мої мрії / І я просто хотів би, щоб ти знав / Тейлор, я був так закоханий у тебе»; відповідаючи на текст оригіналу: «Будь ласка, не будь закоханим у когось іншого / Будь ласка, нехай хтось не чекає на тебе». Попри припущення ЗМІ, Свіфт ніколи не підтверджувала і не спростувала, що тема пісні — Янг, і вона ніколи не відповідала на обкладинку Янга.
У жовтні 2011 року Свіфт у партнерстві з Elizabeth Arden, Inc. випустила свій бренд ароматів «Wonderstruck», назва якого відсилає до тексту пісні «Enchanted». Після успіху «Wonderstruck» вона випустила другий бренд ароматів під назвою «Wonderstruck Enchanted» у липні 2012 року; обидва парфуми випливають з казкової теми «Enchanted» про закоханість в когось після першої зустрічі.

## Музика і текст
У музичному відношенні «Enchanted» — потужна балада. Пісня починається з ніжної акустичної гітари, яка наростає після кожного слова «I was enchanted to meet you». На завершення пісні — гармонійна кода з багатоканальним вокалом Свіфт на синтезаторах. Музичний критик BBC Метью Гортон описав її як поп-пісню. За словами Роба Шеффілда з Rolling Stone, «Enchanted» містить вплив року.The Daily Telegraph описав її як старовинну кантрі-пісню, але Бріттані Маккенна з Billboard вважала цей трек «поза межами кантрі-музики». Каталена Е. Берч з Arizona Daily Star назвала це «баладою, гідною арени-рок». «Зачарований» описує наслідки зустрічі з особливою людиною, не знаючи, чи буде закоханість взаємністю. Тексти пісень мають казковий відтінок, щоб описати романтику. Пісня починається зі сцени, де Свіфт вперше зустрічається зі своїм любовним інтересом: «Твої очі прошепотіли „ми зустрілися?“ / Через кімнату твій силует починає прокладати шлях до мене» під повторювані акорди гітари. У міру того, як пісня просувається, вона задається питанням про можливість нового роману на електрогітарних рифах і рівному барабанному ритмі. Свіфт сказала, що міст був її улюбленою частиною, тому що він представляє її потік свідомості, коли вона писала пісню: «Будь ласка, не будьте закохані в когось іншого / Будь ласка, нехай хтось чекає на вас». Вона сказала, «приємно написати, якими саме були ваші думки в певний момент».

## Концерти

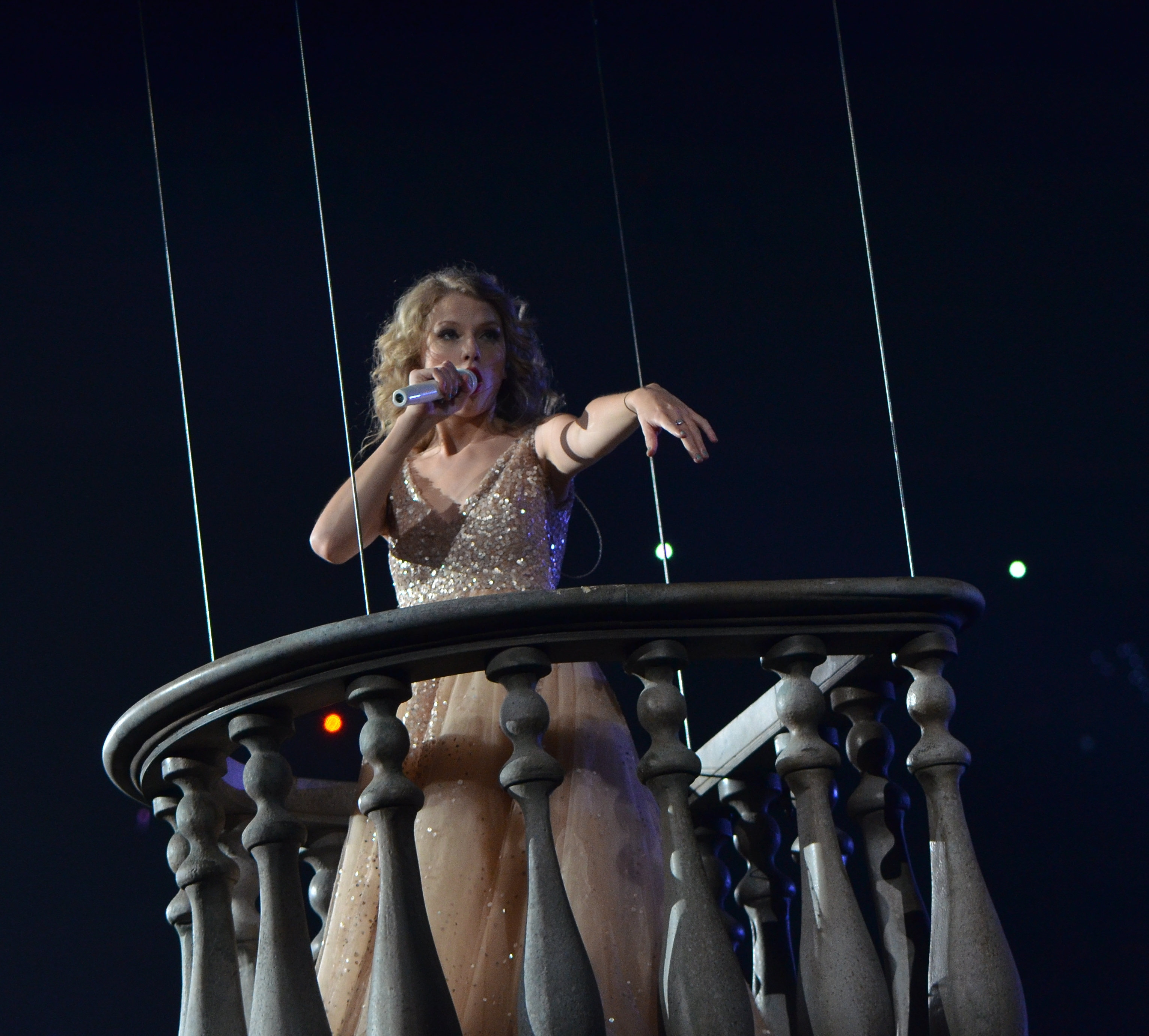
Виступ Тейлор Свіфт під час її концерту

Першим живим виступом Свіфт «Enchanted» був виступ на NBC Speak Now Thanksgiving Special, яка транслювалася 25 листопада 2010 року. Телевізійна програма продемонструвала процес створення альбому разом із живими виступами на даху в Нью-Йорку.Свіфт включила «Enchanted» до сет-листа свого світового туру Speak Now (2011—2012).[23] Під час концертів вона виступала в нічній сукні на вершині звивистих сходів, а на фоні танцювали балерини. Для своїх шоу під час світового туру 1989 року вона включила урізану композицію «Enchanted» і «Wildest Dreams» під час виконання на роялі.
Свіфт включила «Enchanted» у певні дати своїх інших турів. Під час Red Tour (2012—2013) вона виконувала «Enchanted» на концертах у Денвері та Портленді. Вона також виконала її як пісню-сюрприз на шоу Reputation Stadium Tour на MetLife Stadium 22 липня 2018 року.

## Оцінка критиків
«Зачаровані» були схвалені критиками. У рецензії Rolling Stone на Speak Now Шеффілд прокоментував, що голос Свіфт «настільки не змінений, щоб приховати, наскільки майстерною вона стала як співачка». Він включив «Enchanted» до числа найкращих пісень, випущених Свіфтом, підкресливши коду з шарами гармонії як «coup de grace». Алекс Макферсон з The Guardian похвалив пісню за демонстрацію «інстинкту Свіфт вловлювати емоції з дивовижною точністю — аж до страху, який прокрадається наприкінці пісні». Меттью Хортон з BBC Music похвалив його зручну для радіопродукції, а критик журналу Slant Magazine Джонатан Кіф похвалив продукцію за демонстрацію майстерності написання пісень Свіфта, вибравши «Enchanted» як одну з головних тем альбому.
Ерін Стрекер з Billboard поставила її як четверту найбільш недооцінену пісню Тейлор Свіфт у списку 2014 року. The Daily Telegraph включив її до свого списку десяти найкращих пісень Свіфт 2014 року. В іншому рейтингу дискографії Свіфт Джейн Сонг із Paste помістила «Enchanted» у десятку найкращих пісень, випущених Свіфт, вихваляючи композицію за написання пісень Свіфт, що призвело до захоплюючої розповіді. Ханна Мілреа з NME особливо підкреслила «великі інструментальні партії, що викликають непритомність, і […] щирий приспів». Нейт Джонс із Падальники похвалив продукцію, але зазначив, що пісня «не мала бути довжиною шести хвилин».

## Нагороди
| Нагороди (2010)                | Місце |
| ------------------------------ | ----- |
| Canada(Canadian Hot 100)       | 95    |
| US Billbord Hot 100            | 75    |
| US Country Digital Songs Sales | 11    |

## Enchanted (Taylor's Version)
Після підписання нового контракту з Republic Records, Свіфт почала перезапис своїх перших шести студійних альбомів у листопаді 2020 року. Перезаписана версія «Enchanted» під назвою «Enchanted (Taylor's Version)» була випущена 7 липня 2023 року на Republic Records як частина Speak Now (Taylor's Version), третього перезаписаного альбому Свіфт.
«Enchanted (Taylor's Version)» була спродюсована Свіфт і Крістофером Роу. Пісня містить важкі та басові барабани, посилений бас і більшу присутність оркестрових аранжувань. Перезаписана версія пісні була більш змішаною порівняно з оригіналом. Свіфт співає без кантрі-звуку, і вона пов’язала свій зрілий вокал із піснею.

### Персонал
Адаптовано з нотаток цифрового альбому Speak Now (Taylor's Version):

#### Продакшн
- Тейлор Свіфт — продюсерка
- Крістофер Роу — продюсер, інженер вокалу
- Девід Пейн — інженер звукозапису
- Ловелл Рейнольдс — асистент інженера звукозапису, редактор
- Дерек Гартен — інженер, редактор, програмування
- Сербан Генея — міксинг
- Брайс Бордоне — мікс інженер
- Ренді Меррілл — мастеринг

#### Музиканти
- Тейлор Свіфт — вокал, бек-вокал, автор слів

- Метт Біллінгслі — барабани, перкусія
- Амос Геллер — бас-гітара
- Павло Сідоті — електрогітара
- Майк Медоуз — акустична гітара, клавішні
- Макс Бернштейн — леп-стіл-гітара
- Кейтлін Евансон — бек-вокал
- Крістофер Роу — бек-вокал
- Джерему Мьорфі — запис струн
- Лондонський сучасний оркестр — струнні
  - Галя Бісенгалієва, Захра Беньюнс, Наталі Клудак, Шарлотта Рейд, Анна Овсянікова, Антонія Кесел, Елоїза-Флер Том, Анна де Брюїн, Черис Дженсон, Гай Баттон, Ніколь Креспо О'Донох'ю, Ніколь Стокс — скрипка
  - Зої Метьюз, Кліфтон Гаррісон, Метью Кеттл, Стефані Едмундсон — альт
  - Олівер Коутс, Джонні Баєрс, Макс Руїзі — віолончель
  - Девід Браун — контрабас

### Чарти
| Чарт (2023-2024)                      | Найвища позиція |
| ------------------------------------- | --------------- |
| Australia (ARIA)                      | 7               |
| Canada (Canadian Hot 100)             | 18              |
| Global 200 (Billboard)                | 11              |
| Greece International (IFPI)           | 43              |
| Ireland (IRMA)                        | 8               |
| Malaysia (Billboard)                  | 17              |
| Malaysia International (RIM)          | 3               |
| New Zealand (Recorded Music NZ)       | 15              |
| Philippines (Billboard)               | 4               |
| Singapore (RIAS)                      | 2               |
| Sweden Heatseeker (Sverigetopplistan) | 15              |
| UK Singles (OCC)                      | 15              |
| US Billboard Hot 100                  | 19              |
| US Hot Country Songs (Billboard)      | 7               |
| Vietnam (Vietnam Hot 100)             | 7               |